# ルートヴィヒ3世 (テューリンゲン方伯)
ルートヴィヒ3世（ドイツ語：Ludwig III., 1151/2年 - 1190年10月16日）は、テューリンゲン方伯（在位：1172年 - 1190年）。穏健伯（der Fromme/der Milde）とよばれる。

## 生涯
ルートヴィヒ3世はテューリンゲン方伯ルートヴィヒ2世とその妃ユッタ・フォン・ホーエンシュタウフェンの長男である。1172年に父の跡を継いでテューリンゲン方伯となった。弟ハインリヒ・ラスペ3世はヘッセンとライン川沿いの領地を相続した。
ルートヴィヒ3世は父の政策を引き継いだ。チューリンゲンの貴族や近隣領土の支配者（シュヴァルツブルク家やアスカーニア家など）およびマインツ大司教と対立した。ルートヴィヒ3世は皇帝フリードリヒ1世の甥であり、皇帝の政策を支持した。当初、ヴェルフ家のハインリヒ獅子公の側に立っていたが、1179年にハインリヒ獅子公がホーエンシュタウフェン家と不仲になると、ルートヴィヒ3世はハインリヒ獅子公の敵対者であるザクセン貴族の側に立った。1180年、この功績として皇帝からザクセン宮中伯位を与えられた。しかし、1181年にルートヴィヒ3世は宮中伯位を弟ヘルマン1世に与えた。1184年、ハインリヒ6世がエアフルトのペータースベルク城塞において帝国議会を開いたとき、ルートヴィヒ3世は出席したが、その際に床が壊れ、60人の貴族が墜落し下階のトイレで亡くなった。ルートヴィヒは数少ない生存者の一人であった。
ルートヴィヒ3世は第3回十字軍に参加した。主力軍がバルカン半島と小アジアを経由する陸路をとったとき、ルートヴィヒ3世とその派遣部隊はブリンディジで乗船し、ティルスへ向かって航海した。聖地に到着後、ルートヴィヒ3世はアッコ包囲戦に参加した。しかし、皇帝フリードリヒ1世が本軍を率いて到着する前に、ルートヴィヒ3世は病に倒れ帰国を決意したが、キプロスに向かう船上で死去した。ルートヴィヒ3世の内臓はキプロス島に埋められ、遺骨はラインハルツブルン修道院に移された。14世紀に遺骨はアイゼナハの聖ゲオルギウス教会に改葬された。
1174年にクレーフェ伯ディートリヒ2世の娘マルガレーテと結婚したが1186年に近親婚を理由に離婚、1186年ごろにデンマーク王ヴァルデマー1世の未亡人であったソフィヤ・ウラジミロヴナと結婚したが1190年に離婚した。どちらの結婚でも男子継承者は生まれず、弟ヘルマン1世が跡を継いだ。